# Minnesota Coronary Experiment
Das Minnesota Coronary Experiment war die erste große randomisiert-kontrollierte Studie zur Untersuchung einer gezielten Therapieform. Die Studie wurde von den US-amerikanischen Ernährungsforschern Ivan Frantz (1916–2009) und Ancel Keys (1904–2004) geplant und durchgeführt. Die Ergebnisse der 1973 beendeten Studie wurden erst nach über 40 Jahren posthum publiziert. Die Initiatoren der Studie wollten beweisen, dass eine Reduktion gesättigter Nahrungsfette das kardiovaskuläre Risiko reduziert. Die Ergebnisse der Studie zeigten aber das Gegenteil. Die Daten wurden jedoch von den Initiatoren zu Lebzeiten nicht veröffentlicht.

## Wissenschaftlicher Hintergrund
Kohortenstudien in den USA (Framingham-Herz-Studie u. a.) und die internationale Sieben-Länder-Studie deuteten an, dass gesättigte Nahrungsfette und ein erhöhter Cholesterinspiegel das Risiko für Herz-Kreislauf-Erkrankungen und vorzeitigen Tod deutlich erhöhten. Um diese Annahme weiter zu erhärten, initiierten Ivan Frantz und Ancel Keys, Begründer der Sieben-Länder-Studie, eine groß angelegte klinische Testreihe in Minnesota. Vorgesehen war das therapeutische Ersetzen von gesättigten Nahrungsfetten durch Lebensmittel mit natürlich hohem oder künstlich erhöhtem Anteil an Linolsäure.

## Durchführung
Die Studie wurde ab 1966 als randomisierte, doppelt verblindete Studie geplant. Die Rekrutierung begann 1968. Eingeschlossen wurden 9.423 Männer und Frauen aus sieben Pflegeeinrichtungen und psychiatrischen Krankenhäusern. Die Studie endete 1973. Die Patienten der Versuchsgruppe erhielten eine umfassende Ernährungsumstellung, bei der Produkte mit hohem Anteil an gesättigtem Fett durch solche mit weniger gesättigtem, aber mehr ungesättigtem Fett (vor allem Linolsäure) ersetzt wurden. Die Kontrollgruppe behielt ihre ursprüngliche Ernährungsweise bei. Eine Testdauer von 41 bis 56 Monaten war vorgesehen. Etwa 75 % der Teilnehmer brachen die Studie aber vor Ablauf eines Jahres ab, vorrangig, weil sie aus der stationären psychiatrischen Behandlung entlassen wurden.

## Ergebnisse
Die Testreihe wurde gemäß der Planung durchgeführt und 1973 abgeschlossen, aber erst viele Jahre später nur in kleinen Auszügen als Kongressbeitrag und Doktorarbeit, jedoch nicht als klassisches Paper publiziert. Ergebnisse der Sieben-Länder-Studie und anderer Kohorten wurden bis in die 1990er Jahre vielfach akzeptiert und waren Grundlage international angewandter Ernährungsempfehlungen; Schwerpunkt war dabei der Verzicht auf gesättigte Fette. Das Minnesota Coronary Experiment von 1973 steht im Widerspruch zu diesen Befunden. Die Studieninitiatoren entschieden sich aber, die Ergebnisse nicht zu veröffentlichen.

## Fehler im Studiendesign
Eine Stellungnahme der Harvard T.H. Chan School of Public Health erklärt das Minnesota Coronary Experiment für unbrauchbar, da die Studie vor 50 Jahren unternommen wurde und aus heutiger Sicht schwere Fehler enthielt. Sowohl die Experimentalgruppe als auch die Kontrollgruppe erhielten aus heutiger Sicht gesundheitsgefährdend hohe Mengen an trans-Fettsäuren. In den 1960er bis 1990er Jahren enthielten Shortenings und Margarinen zwischen 23 % und 42 % trans-Fettsäuren (zum Vergleich, seit 2021 dürfen Lebensmittel in der EU maximal 2 % trans-Fettsäuren enthalten). 1961 hatte Ancel Keys festgestellt, dass gehärtetes Maiskeimöl den Cholesterinspiegel viel stärker erhöhte als nicht gehärtetes Maiskeimöl. Für die Experimentalgruppe wurde daher eine neuartige Margarine hergestellt die durch leichtere Fetthärtung insgesamt weniger trans-Fettsäuren dafür aber mehr von den besonders atherogenen 18:2 trans isomer enthielten, aus heutiger Sicht eine Verschlimmbesserung. Weiterhin wird auch kritisiert, dass in dem Bemühen möglichst jede gesättigte Fettsäure aus der Nahrung zu entfernen das Fett aus Käse, Fleisch und Milch entfernt und durch Maiskeimöl ersetzt. Dadurch wurde Nahrung erzeugt die fast keine Omega-3-Fettsäuren mehr enthielten obwohl diese eine essentielle Fettsäure ist.
Hinzu kommen statistische Unzulänglichkeiten. Ursprünglich schien es ideal die Insassen von psychiatrischen Kliniken als Studienteilnehmer zu wählen, weil diese in den 1960er Jahren praktisch gefangen gehalten und damit jahrelang verfügbar wahren. Dies änderte sich jedoch im Zeitlauf der Studie, so dass von ursprünglich 10.000 Teilnehmern 75 % im ersten Jahr ausschieden. Von den verbliebenen nahmen nur die Hälfte volle drei Jahre teil. Selbst drei Jahre sind jedoch ein sehr kurzer Zeitraum um die Auswirkung einer Ernährungsumstellung auf Atherosklerose zu studieren, da dies ein langsamer Prozess ist der sich über üblicherweise über Jahrzehnte hinzieht. Mary T. Newport und Fabian M. Dayrit kritisierten 2024, dass die Studienautoren Frantz und Keys den negativen Gesundheitseffekt von trans-Fettsäuren stark unterschätzt und den von gesättigten Fettsäuren überzeichnet hätten. Weiterhin hatten die Studienautoren als Mehrfachungesättigte Fettsäure ausschließlich Omega 6 Fettsäuren in Sinn und Omega 3 Fettsäuren vernachlässigt. Dies sei schlecht, weil ein Missverhältnis von Omega-6 zu Omega-3 Entzündungen befördere und Enzyme zur Umwandlung von α-Linolensäure in Eicosapentaensäure und Docosahexaensäure blockiert werden.

## Postume Auswertung der Studiendaten 2016
Rohdaten und Auswertungen der Studie wurden 2011 zufällig im Keller von Ivan Frantz gefunden und somit erst nach dem Tod der Studienbegründer der Öffentlichkeit zugänglich.
Nach Auswertung von Christopher E. Ramsden et al. erbrachte der Austausch von gesättigtem gegen ungesättigtes Fett zwar eine stärkere Absenkung des Cholesterinspiegels, aber keinen Vorteil der Gesamtsterblichkeit. Patienten über 65 Jahren starben sogar schneller in der Versuchsgruppe als in der Kontrollgruppe. Je stärker die Patienten der Versuchs- und der Kontrollgruppe ihren Cholesterinspiegel im Blut absenkten, desto höher war ihr Sterberisiko.

## Diskussion der Auswertung von 2016
Die Wiederentdeckung der Studie und die kontroversen Ergebnisse wurden international umfassend diskutiert, gerade im Kontext der Interessenskonflikte um die Verfechter der „Diet-Heart-Hypothese“.
Die Auswertung und die Schlussfolgerungen werden von der Harvard T.H. Chan School of Public Health kritisiert. Zum einen Fuße die Auswertung auf einer unbrauchbaren Studie. Zum zweiten ist die Todesursache der Studienteilnehmer unbekannt, so dass Todesfälle die mit Herz-Kreislauferkrankungen nichts zu tun haben konnten nicht ausgeklammert werden konnten. Die registrierten Todesfälle mit niedrigen Cholesterinleveln in Beziehung zu setzen sei daher sinnlos. Schließlich widerspricht die Schlussfolgerung, dass der Ersatz von gesättigtem fett durch ungesättigtes Fett das Risiko von Herz-Kreislauferkrankungen nicht verringert bzw. vielleicht sogar erhöht den Ergebnissen von zahlreichen neueren randomisierten kontrollierten Studien.
Eine Meta-Analyse aus dem Jahr 2015 fand keinen Einfluss durch gesättigte Fettsäuren, aber einen durch Trans-Fettsäuren.